# Residenz der Fürstin Ljubica

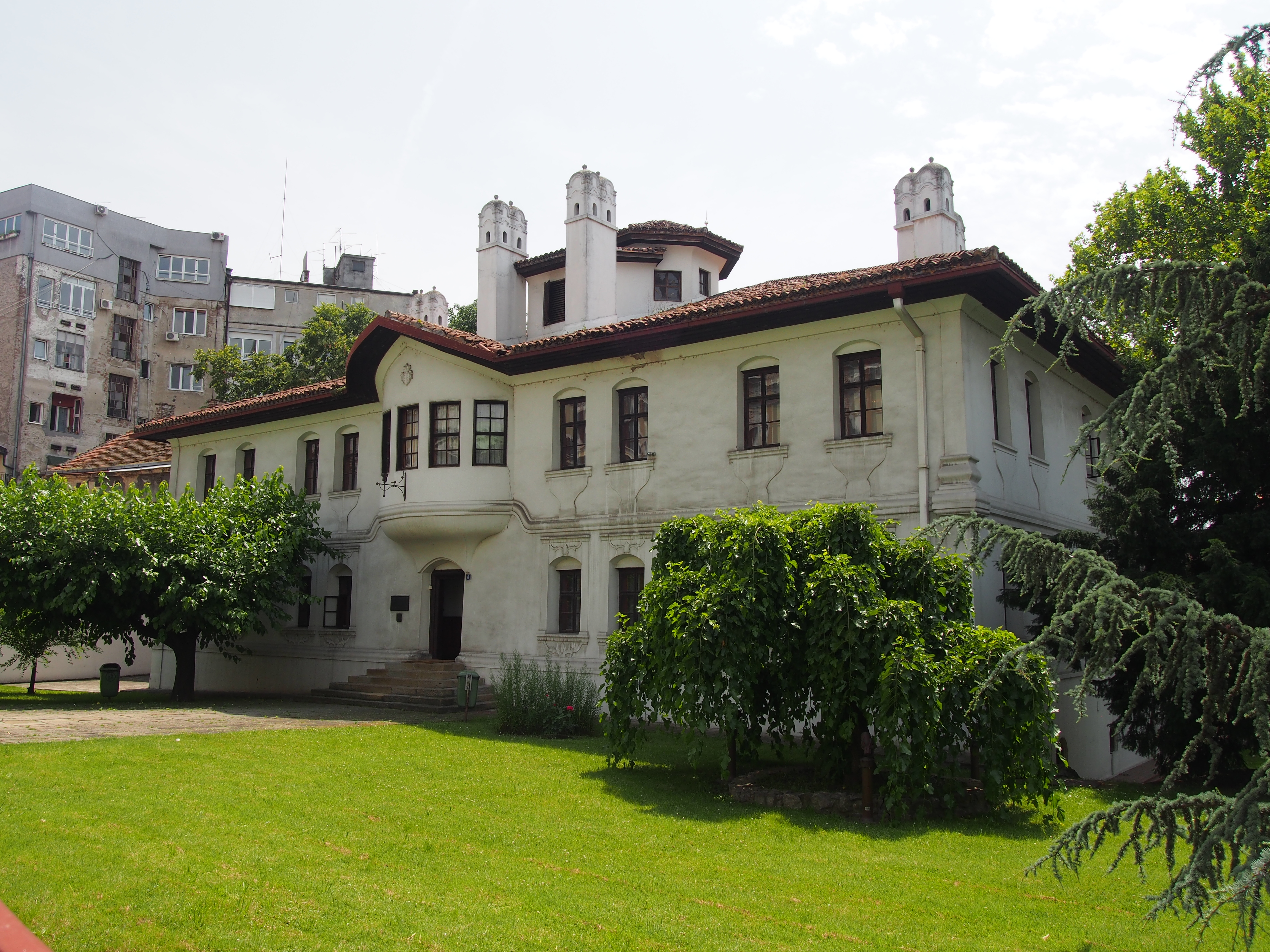
Residenz der Fürstin Ljubica

Die Residenz der Fürstin Ljubica befindet sich in Belgrad, in der Kneza Sime Markovica 8. Wegen ihrer kulturellen und architektonischen Bedeutung wurde die Residenz als ein Kulturdenkmal von herausragender Bedeutung bezeichnet.

## Geschichte
Bis 1829 wurde dieses Schloss bewohnt, aber aufgrund seines Alters und Verfalls entschloss sich Fürst Miloš dazu, eine neue Residenz zu bauen. Die Neue Residenz, wie sie zur Zeit ihrer Errichtung genannt wurde, war größer und repräsentativer als die Herrschaftliche Residenz, denn sie sollte auch ein Zeugnis für das Wirtschaftswachstum und die gefestigte Macht von Miloš Obrenović nach dem Erhalt des Reformedikts Hatt-ı Şerif 1830 sein. Die Residenz der Fürstin Ljubica ist eins der am besten erhaltenen Beispiele der bürgerlichen Architektur der ersten Hälfte des 19. Jahrhunderts in Belgrad. Sie wurde in der Zeit von 1829 bis 1830 gebaut. Nach der Vorstellung des Fürsten Miloš sollte sie einen zweifachen Zweck haben, Wohnraum für seine Familie, Fürstin Ljubica und die Söhne Milan und Mihailo, den späteren serbischen Fürsten, bieten, und gleichzeitig das Residenzschloss sein. Sie wurde gebaut nach den Ideen und unter Aufsicht von Haddsch Nikola Živković, dem Pionier der serbischen Baukunst. Fürst Miloš entschloss sich dazu, den Architekten Haddsch Nikola Živković aus Voden zu beauftragen, weil es damals in Belgrad keine Architekten gab, nachdem jahrelang nichts gebaut wurde. Dadurch wurde Nikola Živković der erste Architekt des erneuerten Serbiens und leitete alle Bauarbeiten, die Fürst Miloš während seiner ganzen ersten Herrschaft beauftragte. Das Ausgraben des Fundaments begann im Juli 1829 und die Residenz wurde im späten Herbst 1830 fertiggestellt. Fürstin Ljubica teilte ihrem Mann am 22. November 1830 in einem Brief mit, „dass sie sich in der neuen Residenz einquartiert haben“. Nachträglich wurde 1836 ein Hamam mit einstöckigem Trakt dazu gebaut.

## Platzierung
Die Residenz der Fürstin Ljubica befindet sich an der Ecke der Straßen Kneza Sime Markovića und Kralja Petra, den ehemaligen Straßen Bogojavljanska und Dubrovačka, in einem der ältesten Stadtteile Belgrads. Gegenüber der heutigen Kathedrale des Hl. Michaels, befand sich das alte Fürstenschloss, das sich ungefähr vom Eingang in das heutige Patriarchenpalais bis zum Garten der heutigen Residenz der Fürstin Ljubica erstreckte. Die Residenz der Fürstin Ljubica wurde in einem freien Raum, im Zentrum eines großen Gartens, ursprünglich mit einer hohen Wand umzäunt, wie auch andere Bauten dieser Art, und umgeben von Grün, errichtet. Sie hatte einen Außenhof, in den man durch die Wageneinfahrt hereinkam, sowie einen weitläufigen inneren Garten in Richtung der Straße Kosančićev venac. Die Hauptfassade, die dominiert wird vom Erker des Besuchszimmers, geht hinaus zum Fluss Save.

## Architektur
Die Basis der Residenz ist rechteckig, verhältnismäßig groß und hat drei Ebenen: Keller, Erdgeschoss und Obergeschoss. Der Keller hat ein Gewölbe und das Erd- und Obergeschoss sind in klassischer Maurerart mit Ziegeln und einer Art Fachwerk mit Holzkonstruktion, das mit Ziegeln aufgefüllt ist, errichtet. Das Walmdach ist mit Dachziegeln ausgelegt und wird von einer achteckigen Kuppel und acht Schornsteinen überragt. Dieses Bauwerk enthält alle Merkmale bürgerlicher Häuser im serbisch-balkanischen Stil. Das Erd- und Obergeschoss haben einen mittigen Vorraum, um den alle anderen Gemächer verteilt sind, was ein traditionelles orientalisches Raumkonzept ist, das aus den ehemaligen geschlossenen Innenhöfen entstanden ist. Auf beiden Stockwerken befindet sich je eine diwanhane, eine Art heutigen Wohnzimmers und gleichzeitig auch Empfangssalon. Die diwanhane im Erdgeschoss ist vom übrigen Raum durch zwei Stufen abgetrennt und ist mit Holzbalken mit einer Balustrade dazwischen umgeben. Gleich daneben führt eine breite Treppe in den Garten und dieser Hauseingang ist breiter als jener zur Straße hin. Die diwanhane im Obergeschoss ist intimer. Sie ist an den Seiten von Wänden umrahmt und hat zum zentralen Raum hin nur zwei Balken. Ihr Boden war in einer Linie mit dem umgebenden Boden und alle waren aus Brettern. Diese diwanhane liegt in Richtung Straße. Obwohl sie mit ihrem Raumkonzept an die orientalische Tradition angelehnt ist, stellt die Residenz der Fürstin Ljubica einen Wendepunkt in der Belgrader Architektur dar, da sie mit ihrer Außengestaltung und den dekorativen Elementen zum großen Teil den Einfluss europäischer Architektur ankündigt. Dieses europäische Verständnis ist besonders an der zergliederten Fassade, den gebrochenen Linien des Daches, der Schornsteine und der Kuppel, an den sekundären Details der architektonischen Fassadenverarbeitung – den Pilastern, Bogenenden und Fensterverzierungen, den profilierten Kränzen und an manchen Details der Innengestaltung, zu erkennen. Die Erker an den Fassaden, die eigentlich typischerweise rechteckig sind, haben eine halbrunde Basis.

## Entwicklung der Residenz
Eine der ersten Nachrichten, die wir von der Residenz der Fürstin Ljubica haben, ist eine Reisebeschreibung von Otto Ferdinand Dubislav von Pirch aus dem Jahr 1829: „Ein kleiner Teil Belgrads springt aus dem Rest hervor, und das ist ein kleiner Raum an der südwestlichen Seite der Straße in der oberen Stadt. (…) Obwohl es nicht das größte ist, ist es von seiner Form her das schönste Gebäude, das ich in Serbien gesehen habe.“ Die neue Residenz unterschied sich bereits durch die Rolle, die ihr zugedacht war, von den normalen privaten Wohnhäusern und „enthält bestimmte Merkmale, die sie (…) in eine Reihe mit befestigten Schlössern großer Paschas und reicher Beys stellt.“ Obwohl sie bescheiden war, wollte sich die Fürstin Ljubica das Hofleben auf hohem Niveau einrichten. Im erhaltenen Schriftverkehr vom 1. Januar 1831 zwischen der Fürstin und dem Fürsten Miloš fordert Ljubica von ihrem Mann, dass „für die Hofbediensteten rote Socken besorgt werden“. Wir nehmen an, dass die Antwort negativ war, nachdem die Fürstin in ihrem Brief vom 24. Januar schreibt, dass „sie sich auch selbst bedienen kann, ohne Bedienstete. “Zur Zeit der ersten Herrschaft des Fürsten Miloš befand sich in der Residenz der Fürstin Ljubica die Hauptstaatskasse. Die Regentschaft des Fürsten, nach der Rückkehr des Fürsten Mihailo nach Serbien 1840, hielt in der Residenz Sitzungen ab, und Fürst Mihailo lebte bis 1842 in der Residenz.

## Aus dem Lyceum in die Galerie und das Museum
Danach befand sich dort das Lyzeum, daraufhin das Erste Belgrader Gymnasium und dann das Berufungs- und Kassationsgericht. 1912 wurde das Institut zur Ausbildung taubstummer Kinder und ab 1929 das Museum für moderne Kunst einquartiert. Bis zum 6. April 1941 befand sich im Gebäude das Kirchenmuseum. Von 1945 bis 1947 war ein Teil des Patriarchats in der Residenz und ab 1947 das Institut für Denkmalschutz der Republik. In der Zeit von 1971 bis 1979 wurden konservativ-restaurative Arbeiten zur Sanierung des Objekts und Erneuerung der Fassaden und des Innenraumes übernommen. Zu dieser Gelegenheit wurde die Residenz der Fürstin Ljubica, die heute zum Museum der Stadt Belgrad gehört, für eine repräsentative Museumsausstellung angepasst. Die Residenz der Fürstin Ljubica wurde 1979 zum Kulturdenkmal von großer Bedeutung erklärt.